# 北久米站
北久米站（日语：／ Kitakume eki */?）是位於日本愛媛縣松山市的鐵路車站，隸屬於伊予鐵道（伊予鐵）的鐵路車站，車站編號為IY14。本站位於愛媛縣道334號旁邊，是1960年代才增設的通勤用簡易車站。此站也是可供列車交換的車站，但在現行時間表下，只有早上時間才有個別班次在此進行交換。

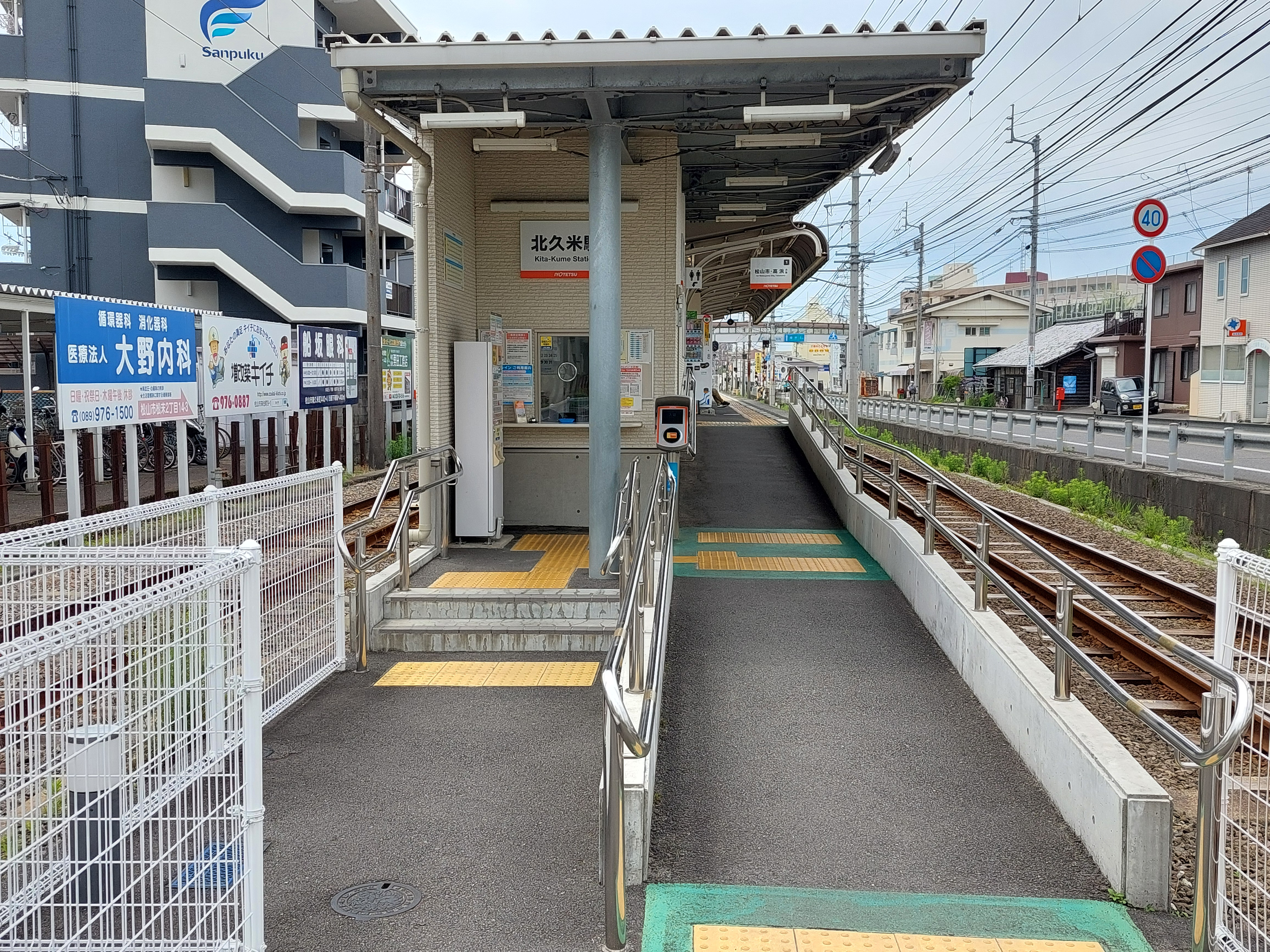
車站入口(2024年5月)

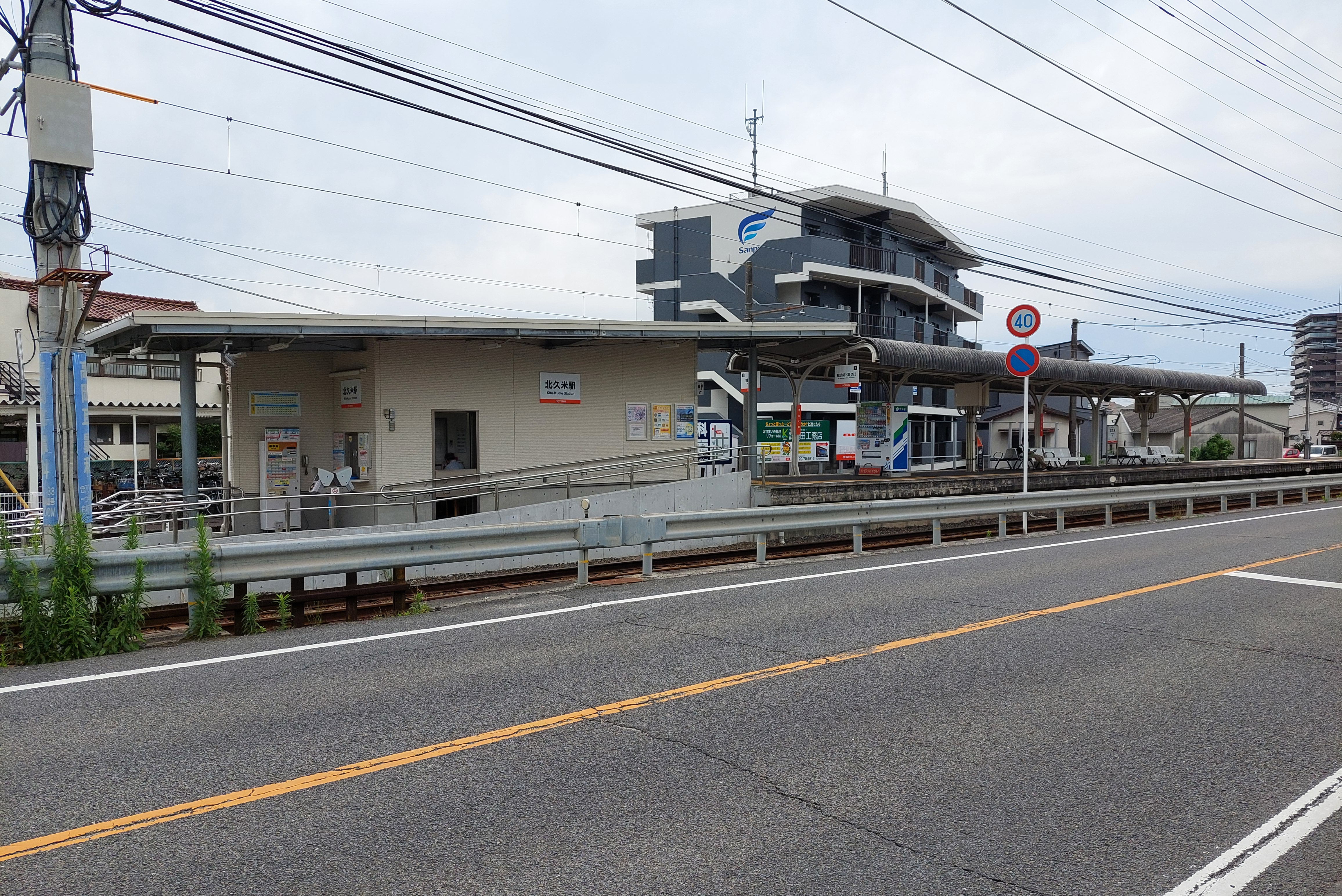
車站遠景(2024年5月)

## 車站結構
本站採用與伊予立花站、土居田站及山西站相同的簡易車站模式設計。兩層高的小站房建於月台末端，上層為職員專用部份，下層為站務室、儲物室及洗手間，車站出入口兩旁均為行車路，其中縣道一邊只能沿行人交通燈及通過上行軌道的平交道前往車站月台，另一邊雖然並非主要道路，但方法也是相同。到達後沿梯級直接進入月台範圍，站務室旁則裝有對應IC咭的感應器。進出月台均需特別留意。
站內設有島式月台1座，提供1面2線的配置，有效長度為4輛，列車採用右側進站，當中上行軌道為主軌，下行軌道為側線。本站月台現時仍未設有無障礙通道，出入月台只能依靠梯級。設施方面主要集中在月台出入口旁，設有候車座位，自動售賣機及不足2節車廂長度的月台上蓋。

### 月台配置
| 月台     | 路線      | 方向 | 目的地                        |
| -------- | --------- | ---- | ----------------------------- |
| 靠近縣道 | ■横河原線 | 上行 | 松山市、直通■高濱線往高濱方向 |
| 遠離縣道 | ■横河原線 | 下行 | 横河原方向                    |

## 歷史
- 1967年1月1日：開業。
- 2025年3月18日：伊予鐵內所有郊外鐵道線均可使用ICOCA及全國交通系IC卡[2][3][4]。

## 軼事
本站的月台上蓋支撐部件及基座，乃採用已棄用的路軌所搭建而成，在伊予立花站及平井站亦能找到。

## 相鄰車站
伊予鐵道
■ 橫河原線
福音寺（IY13）－北久米（IY14）－久米（IY15）

## 外部連結
- 伊予鐵道北久米站公式網頁。 （页面存档备份，存于）